# Perrier
 Perrier  es una población y comuna francesa, situada en la región de Auvernia, departamento de Puy-de-Dôme, en el distrito y cantón de Issoire.

## Demografía[1]
| 443 | 401 | 456 | 451 | 491 | 507 | 514 | 540 | 572 | 565 | 563 | 551 | 556 | 570 | 587 | 651 | 702 | 697 | 654 | 606 | 545 | 507 | 502 | 424 | 432 | 482 | 516 | 608 | 685 | 739 | 767 | 727 | 775 | 814 | 822 |
| Para los censos de 1962 a 1999 la población legal corresponde a la población sin duplicidades (Fuente: INSEE [Consultar]) |     |     |     |     |     |     |     |     |     |     |     |     |     |     |     |     |     |     |     |     |     |     |     |     |     |     |     |     |     |     |     |     |     |     |

## Lugares y monumentos
- Hasta 1945, había en la población viviendas en cuevas. Algunas de ellas están restaurando para salvaguarda del patrimonio cultural.[6]